# Jinbar-Wasserfall
Der Jinbar-Wasserfall (auch Jin-Bahir-Wasserfall oder Geech-Abyss-Wasserfall)  im Simien-Nationalpark im Norden Äthiopiens ist einer der höchsten Wasserfälle in Afrika.

## Beschreibung
Er fällt über mindestens 500 Meter vom Äthiopischen Hochland senkrecht in den 800 Meter tiefen Geech Abyss Canyon.